# Phumosia patersoni
Phumosia patersoni este o specie de muște din genul Phumosia, familia Calliphoridae, descrisă de Zumpt în anul 1955. Conform Catalogue of Life specia Phumosia patersoni nu are subspecii cunoscute.